# Nathan Huygevelde
Nathan Gauthier Huygevelde (23 januari 2004) is een Belgisch voetballer die in het seizoen 2024/25 door Union Sint-Gillis wordt uitgeleend aan KV Kortrijk.

## Clubcarrière
Huygevelde ruilde op zijn zestiende de jeugdopleiding van KAA Gent voor die van Union Sint-Gillis. In augustus 2022 nam Karel Geraerts hem op in de wedstrijdselectie voor de Champions League-kwalificatiewedstrijden tegen Rangers FC. In het seizoen 2022/23 kwam hij evenwel enkel in actie voor het beloftenelftal van de club in de Tweede afdeling.
Op 12 augustus 2023 maakte hij zijn officiële debuut in het eerste elftal van de club: op de derde competitiespeeldag liet trainer Alexander Blessin hem in de 5-1-zege tegen Oud-Heverlee Leuven in de 89e minuut invallen. Op 31 augustus 2023 gooide Blessin hem in de Europa League-kwalificatiewedstrijd tegen FC Lugano (0-1-zege) in de 77e minuut in de strijd. Het seizoen 2023/24 bracht Huygevelde, die later dat seizoen ook nog kort mocht invallen tegen RWDM en Fenerbahçe SK, opnieuw vooral door bij de beloftenploeg van Union.
In juni 2024 trok Huygevelde voor een seizoen op huurbasis naar zijn ex-club KV Kortrijk, die een aankoopoptie in het huurcontract bedong.

## Clubstatistieken
| Seizoen         | Club                  | Land            | Competitie      | Competitie | Competitie | Beker | Beker | Supercup | Supercup | Europees | Europees | Totaal | Totaal |
| Seizoen         | Club                  | Land            | Competitie      | Wed.       | Dlp.       | Wed.  | Dlp.  | Wed.     | Dlp.     | Wed.     | Dlp.     | Wed.   | Dlp.   |
| --------------- | --------------------- | --------------- | --------------- | ---------- | ---------- | ----- | ----- | -------- | -------- | -------- | -------- | ------ | ------ |
| 2022/23         | Union Sint-Gillis U23 | Vlag van België | Tweede afdeling | 30         | 5          | —     | —     | —        | —        | —        | —        | 30     | 5      |
| 2023/24         | Union Sint-Gillis     | Vlag van België | Eerste klasse A | 2          | 0          | 0     | 0     | —        | —        | 2        | 0        | 4      | 0      |
| 2023/24         | Union Sint-Gillis U23 | Vlag van België | Tweede afdeling | 18         | 4          | —     | —     | —        | —        | —        | —        | 18     | 4      |
| 2024/25         | → KV Kortrijk         | Vlag van België | Eerste klasse A | 0          | 0          | 0     | 0     | —        | —        | —        | —        | 0      | 0      |
| Carrière totaal | Carrière totaal       | Carrière totaal | Carrière totaal | 50         | 9          | 0     | 0     | 0        | 0        | 2        | 0        | 52     | 9      |

Bijgewerkt op 24 januari 2025.

## Erelijst
| Beker van België | 1× | 2023/24 |